# Збірна Сінгапуру з футболу
Збірна Сінгапуру з футболу — національна футбольна збірна Сінгапуру. Керується футбольною асоціацією Сінгапуру. Збірна жодного разу не брала участі у фінальній частині чемпіонату світу.
Станом на 3 квітня 2025 посідає 161-e місце у рейтингу футбольних збірних світу.

## Чемпіонат світу
- з 1930 по 1974 — не брала участь
- з 1978 по 2022 — не пройшла кваліфікацію

## Кубок Азії
- 1956 — знялася зі змагань
- 1960 — не пройшла кваліфікацію
- 1964 — знялася зі змагань
- 1968 — не пройшла кваліфікацію
- 1972 — знялася зі змагань
- 1976 — не пройшла кваліфікацію
- 1980 — не пройшла кваліфікацію
- 1984 — перший раунд
- 1988 — знялася зі змагань
- 1992 — не пройшла кваліфікацію
- 1996 — не пройшла кваліфікацію
- 2000 — не пройшла кваліфікацію
- 2004 — не пройшла кваліфікацію
- 2007 — не пройшла кваліфікацію
- 2011 — не пройшла кваліфікацію
- 2015 — не пройшла кваліфікацію
- 2019 — не пройшла кваліфікацію
- 2023 — не пройшла кваліфікацію